# Porsche 930

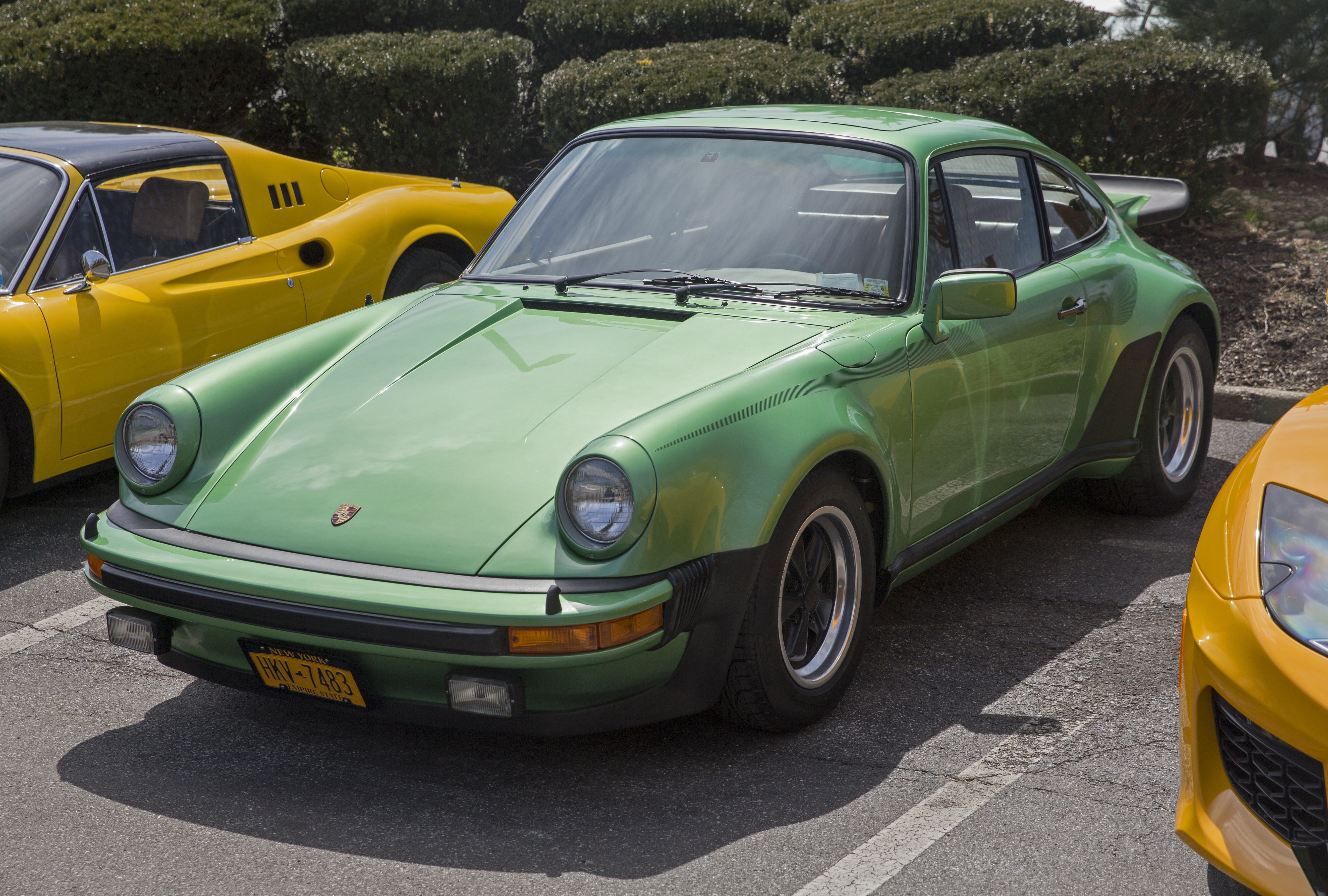
Een Porsche 930 (3.0 liter) uit 1976

De Porsche 930 ook bekend als 911 Turbo werd gebouwd van 1975 tot 1989. Dit model wordt gerekend tot de 911-serie. In totaal zijn er 21.589 van gebouwd.
Een opvallend kenmerk is de grote spoiler achter op de 930.